# ريناتو شتيفن
ريناتو شتيفن (بالألمانية: Renato Steffen) (مواليد 3 نوفمبر 1991) هو لاعب كرة قدم سويسري يجيد اللعب في مركز الجناح الأيمن ويلعب أيضًا كجناح أيسر وجناح هجومي أيمن , ويلعب حاليًا لنادي بازل السويسري.

## بطولات وإنجازات اللاعب

### بازل
- دوري السوبر السويسري: 2015-2016

## روابط خارجية
- ريناتو شتيفن على موقع الاتحاد الأوربي (الإنجليزية)
- ريناتو شتيفن على موقع قاعدة بيانات كرة القدم.إي يو (الإنجليزية)
- ريناتو شتيفن على موقع ناشيونال فوتبول تيمز (الإنجليزية)
- ريناتو شتيفن على موقع Soccerway.com (الإنجليزية)
- ريناتو شتيفن على موقع عالم كرة القدم.نت (الإنجليزية)
- ريناتو شتيفن على موقع AS.com (الإسبانية)

- Renato Steffen